# Емре Белозоглу
Емре Белозоглу (тур. Emre Belözoğlu, Истанбул, 7. септембар 1980) је бивши турски фудбалер и репрезентативац.

## Каријера
Емре је фудбалом почео да се бави у екипи Зејтинбурнуспора одакле је 1992. године дошао у Галатасарај. За први тим Галатасараја је дебитовао већ са 16 година у сезони 1996/97. Са овим клубом је четири пута био шампион Турске, два пута освајач Купа Турске, освајач Купа УЕФА и европског суперкупа. Такође је стигао и до четвртфинала Лиге шампиона.
Године 2001. прелази у милански Интер без обештећења. У сезони 2002/03 добија награду „Златни пират“, награда која се додељује најбољем играчу Интера у сезони. У истој сезони са клубом је стигао до полуфинала Лиге шампиона. Због бројних повреда и само 19 одиграних утакмица у сезони 2004/05 постао је доступан за трансфер.
У јулу 2005. прелази у Њукасл јунајтед. Остаће упамћен навијачима овог клуба због победничког слободног ударца против великог ривала Сандерланда.
У лето 2008. Емре је представљен на стадиону Шукру Сараџоглу као појачање Фенербахчеа. После разочаравајуће прве сезоне, следеће сезоне је проглашен за најбољег играча у лиги. Играч Фенербахчеа је био наредне четири сезоне, и успео је да освоји једну титулу првака Турске. Потом је једну полусезону играо у мадридском Атлетику да би се у јануару 2013. опет вратио у Фенер где је провео наредне две и по сезоне и освојио још једну титулу. Након истека уговора, нови му није понуђен па је отишао као слободан играч у Истанбул Башакшехир чије боје је бранио наредне четири сезоне. У јулу 2019. се вратио у Фенербахче. У Фенеру је и завршио своју играчку каријеру.

## Репрезентација
Откако је дебитовао против Норвешке 2000. године постао је редован члан репрезентације. Емре је са Турском дошао до трећег места на Светском првенству 2002., а на Европском првенству 2008. је одиграо први меч, али је због повреде пропустио остале мечеве првенства на којем је Турска стигла до полуфинала. Укупно је одиграо 101 званичну утакмицу за репрезентацију Турске.

## Трофеји

### Галатасарај
- Суперлига Турске (4):  1996/97, 1997/98, 1998/99, 1999/00.
- Куп Турске (2):  1998/99, 1999/00.
- Суперкуп Турске (1) : 1997.
- Куп Уефа (1) : 1999/00.
- Европски суперкуп (1) :  2000.

### Интер
- Куп Италије (1) : 2004/05.

### Њукасл јунајтед
- Интертото куп (1) :  2006.

### Фенербахче
- Суперлига Турске (2) : 2010/11, 2013/14.
- Куп Турске (2) : 2011/12, 2012/13.
- Суперкуп Турске (2) : 2009, 2014.

### Атлетико Мадрид
- Европски суперкуп (1) :  2012.

### Репрезентација Турске
- Светско првенство : треће место 2002.
- Европско првенство : полуфинале 2008.

### Индивидуални трофеји
- ФИФА 100
- Суперлига Турске :  Најбољи играч 2010.